# La Colline aux mille enfants
Pour plus de détails, voir Fiche technique et Distribution.
La Colline aux mille enfants est un téléfilm  réalisé par Jean-Louis Lorenzi et diffusé en 1994.

## Synopsis
Automne 1941. Dans la France occupée par les Allemands, les rafles se multiplient. Des enfants sont arrachés à leurs parents. Au Chambon-sur-Lignon, dans le Velay, en zone libre, une jeune femme, exténuée par un long voyage, frappe à la porte du presbytère. L'épouse du pasteur, Martha Fontaine (Ottavia Piccolo), ouvre à Clara (Jip Wijngaarden (nl)), première réfugiée juive parmi les centaines qui la suivront pour fuir les persécutions nazies. Du haut de sa chaire, Jean Fontaine (Patrick Raynal) engage avec véhémence ses paroissiens à recueillir les enfants venus de toute l'Europe. Ses paroles suscitent des réactions diverses ; Maurice (Fred Personne), suivi de son fils René (Benoît Magimel), milicien, quitte le temple, proférant des menaces contre ceux qui désobéiraient aux lois de Vichy. Cependant, dès le lendemain, Myriam, une jeune Polonaise, et David, petit Berlinois, sont accueillis par Marc (Philippe Lefebvre), professeur de mathématiques. Tant bien que mal, la vie s'organise avec ces enfants bientôt placés dans les fermes des environs, alors que la milice accentue ses pressions.

## Fiche technique
- Titre : La Colline aux mille enfants
- Réalisation : Jean-Louis Lorenzi
- Scénario : Béatrice Rubinstein et Jean-Louis Lorenzi
- Photographie : Mário Barroso
- Musique : Bruno Coulais
- Durée : 118 minutes
- Date de sortie : 3 octobre 1994[1]

## Distribution
- Patrick Raynal : le pasteur Jean Fontaine (inspiré d'André Trocmé)
- Ottavia Piccolo : Martha Fontaine (inspirée de Magda Trocmé)
- Jip Wijngaarden (nl) : Clara
- Dora Doll : Émilienne
- Jean-François Garreaud : Robert Vitrac, commissaire
- Benoît Magimel : René
- Philippe Lefebvre : Marc
- Wioletta Michalczuk : Myriam, amoureuse de Marc
- Guillaume Canet : Frédéric
- Jean Lescot : Lucien Darget, professeur de français
- Fred Personne : Maurice, milicien
- Celia Asensio : Anne
- Diane Dassigny : Sophie
- Deborah Biolzi : Lisa
- Ruben Honigmann : David
- Damien Groell : Julien
- Avi Falkenstein : Paulo
- Romain Lafont : un enfant cévenol
- Manfred Andrae (de) : le major von Lindenberg
- Gérard Victor : le maire
- François Gamard : Gaston
- Éric Lafont : un soldat allemand (non crédité)

## Production

### Tournage
Le téléfilm a été tourné principalement au Chambon-sur-Lignon, en Haute-Loire.